# Мозгалёв, Алексей Павлович
Алексей Павлович Мозгалёв (1924—1976) — сержант Рабоче-крестьянской Красной Армии, участник Великой Отечественной войны, Герой Советского Союза (1943).

## Биография
Алексей Мозгалёв родился 16 ноября 1924 года в деревне Аверково (ныне — Калязинский район Тверской области). После окончания начальной школы работал в колхозе. Позднее учился в школе фабрично-заводского ученичества, работал на стройке в Ленинграде. В сентябре 1942 года Мозгалёв был призван на службу в Рабоче-крестьянскую Красную Армию. С ноября того же года — на фронтах Великой Отечественной войны.
К октябрю 1943 года сержант Алексей Мозгалёв командовал миномётным расчётом 1-й миномётной роты 529-го стрелкового полка 163-й стрелковой дивизии 38-й армии Воронежского фронта. Отличился во время битвы за Днепр. 1 октября 1943 года расчёт Мозгалёва переправился через Днепр к югу от Киева и принял активное участие в боях за захват и удержание Лютежского плацдарма. В бою он лично уничтожил немецкий пулемётный расчёт, во время отражения вражеских контратак уничтожил более 10 солдат и офицеров противника.
Указом Президиума Верховного Совета СССР от 29 октября 1943 года за «образцовое выполнение боевых заданий командования на фронте борьбы с немецкими захватчиками и проявленные при этом мужество и героизм» сержант Алексей Мозгалёв был удостоен высокого звания Героя Советского Союза с вручением ордена Ленина и медали «Золотая Звезда» за номером 1847.
В последующих боях Мозгалёв получил ещё два ранения и в сентябре 1944 года был демобилизован по инвалидности. Проживал и работал в Ногинске. Умер 13 февраля 1976 года, похоронен на Глуховском кладбище Ногинска.
Был также награждён рядом медалей.